# Midibuss
Midibuss är den globala benämning på tunga och mellanstora bussar som har längden av en kortvagn men liknar karosskonstruktionen av en minibuss.

En midibuss kan vara allt från 7-11 meter lång. Den kan misstolkas som en minibuss, som klassas som personbilar, men eftersom de oftast är gjorda för mer än 8 passagerare gör det dem till mellanstora bussar eller tunga bussar beroende på längden.

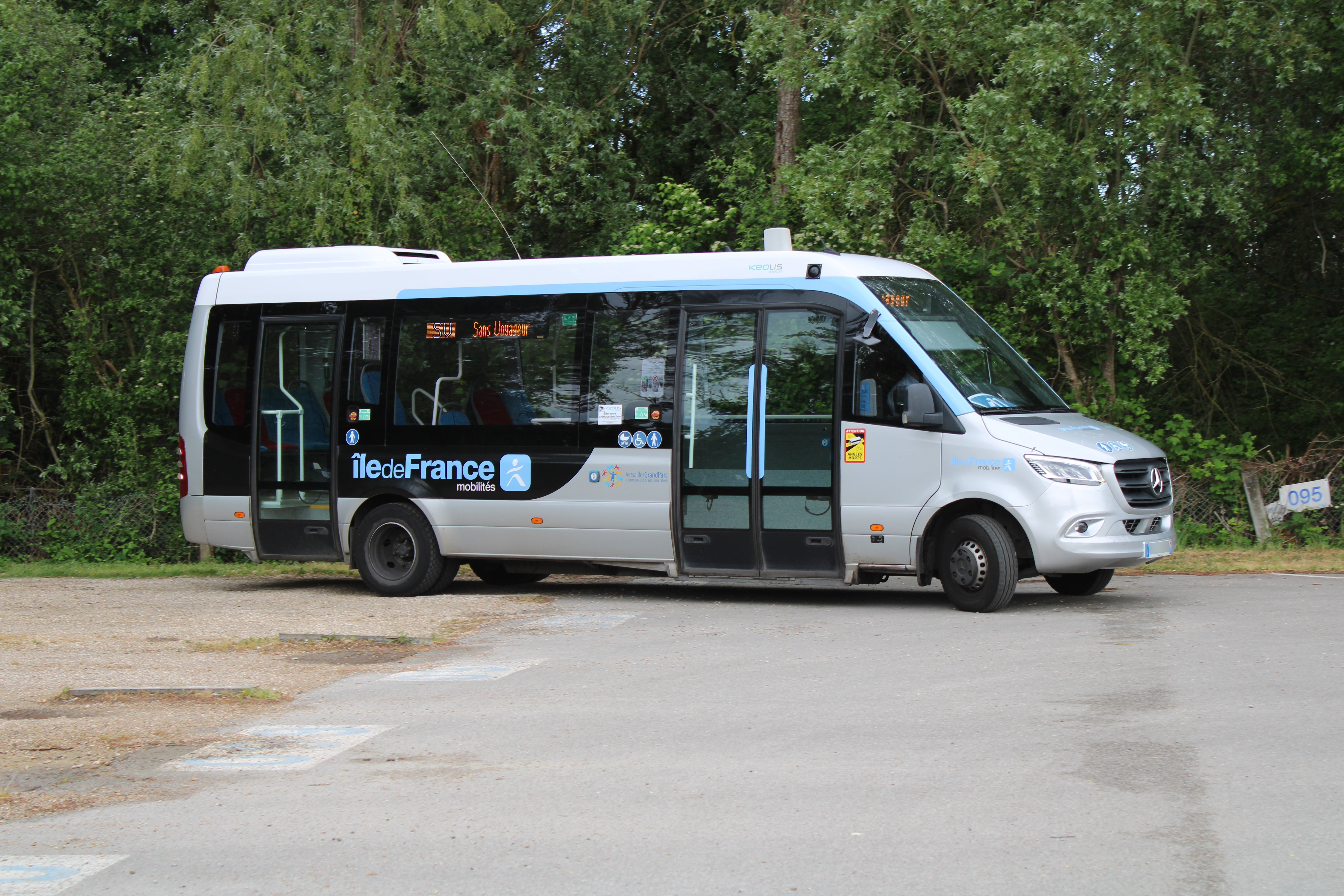
Mercedes Sprinter City
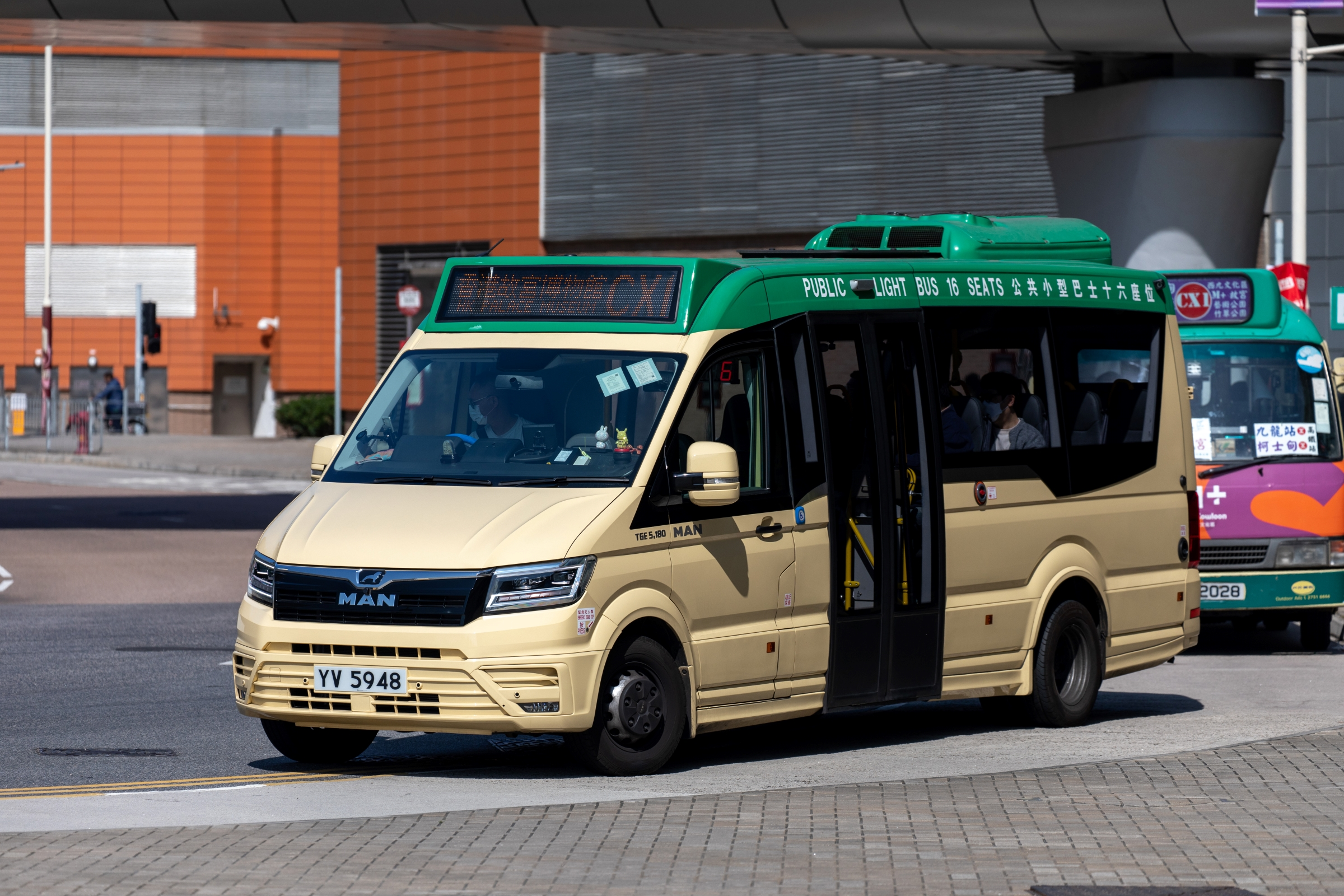
MAN TGE City
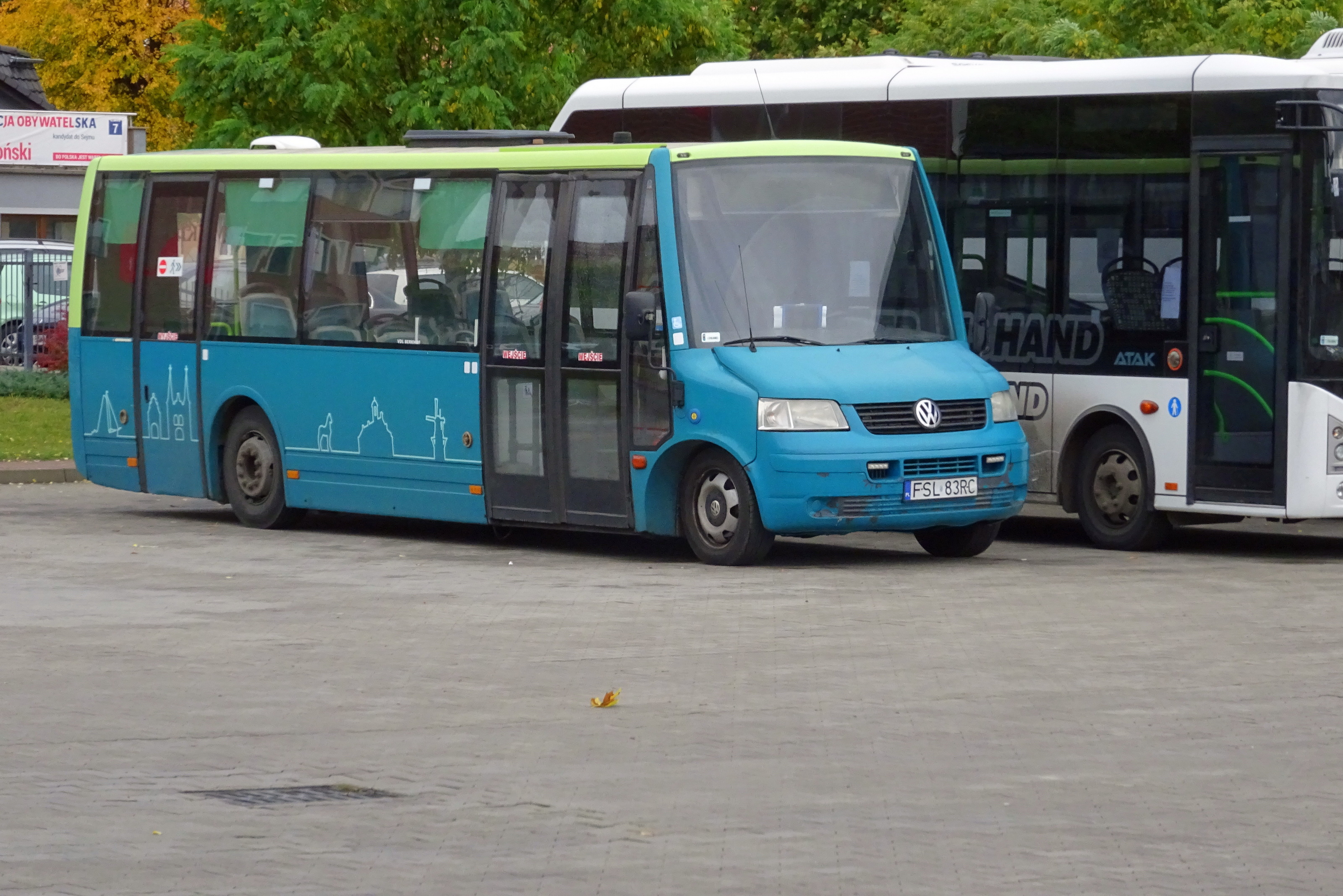
Volkswagen/Kutsenits T5 City
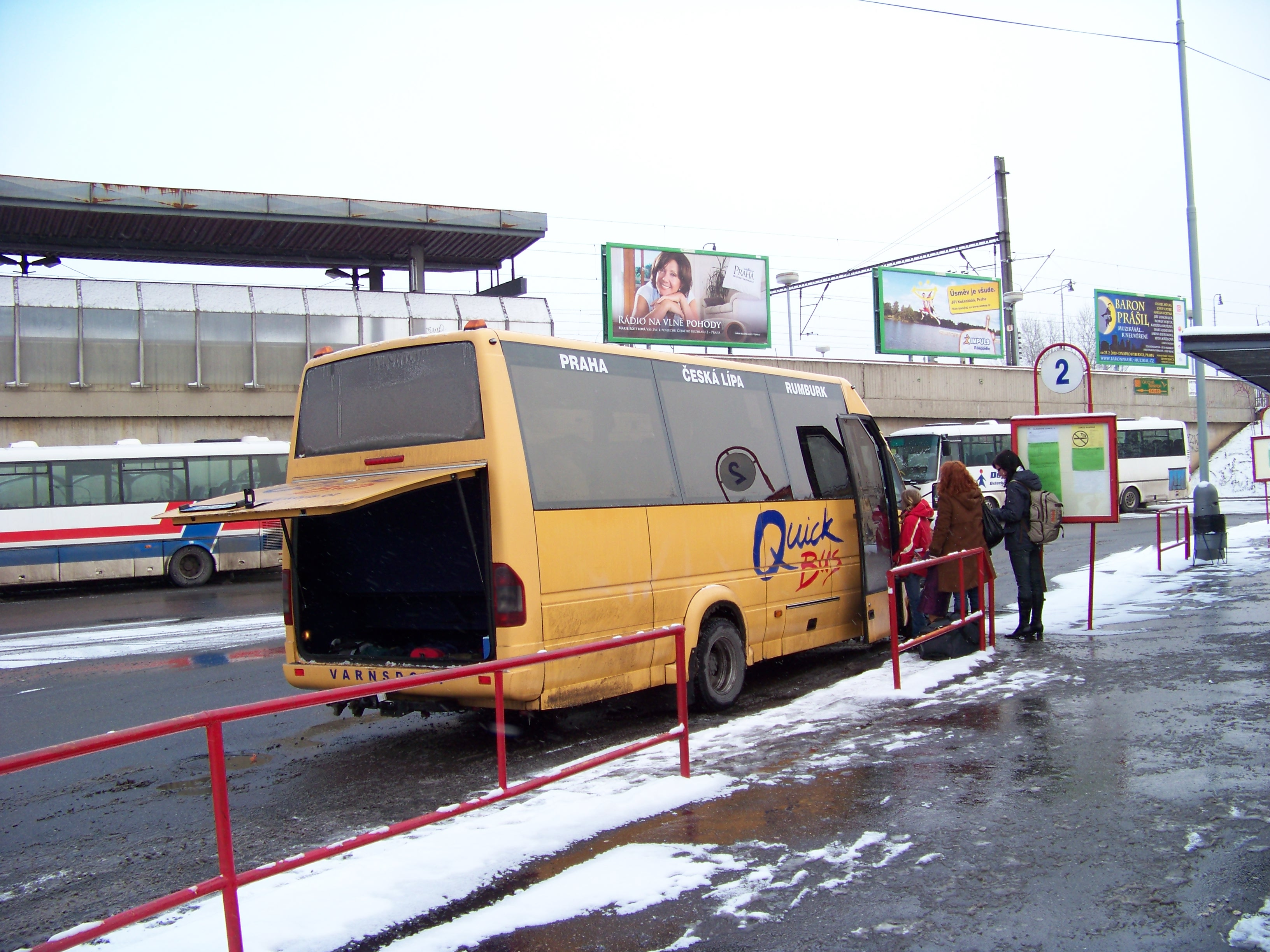
Mercedes Sprinter Intercity